# Tunnel de Bréval
Le tunnel de Bréval est un tunnel ferroviaire situé sur le territoire des communes françaises de Boissy-Mauvoisin (au nord-est) et de Bréval (au sud-ouest), dans le département des Yvelines. Construit entre 1853 et 1856, il est traversé par la ligne de Mantes-la-Jolie à Cherbourg.

## Géographie
L'ouvrage est situé au cœur d'une forêt. L'accès se fait par un chemin en terre, depuis la route départementale 110, au sud de Boissy-Mauvoisin.

## Caractéristiques
D'une longueur totale de 805 mètres, il a été creusé sous un terrain sinueux. D'importants murs de soutènement confortent de gros talus en tranchée de chaque côté du tunnel.

## État général

### État du tunnel
Lors de sa percée, des puits axiaux ont été construits sur la totalité de la longueur. Lors de leur rebouchage, ceux-ci ont rapproché une nappe phréatique présente en hauteur, ce qui a causé d'importantes infiltrations d'eau. En conséquence, la maçonnerie en pierre s'est fragilisée.
En 1995, lors des travaux d’électrification de la ligne, de lourds travaux ont permis le renforcement de la structure du tunnel. Du béton projeté ainsi que des bandes drainantes ont couvert la totalité de la galerie, permettant ainsi le renforcement de sa structure. Côté province, la galerie a été agrandie par une structure en béton sur une longueur de 10 m.

### Tranchée sud-ouest

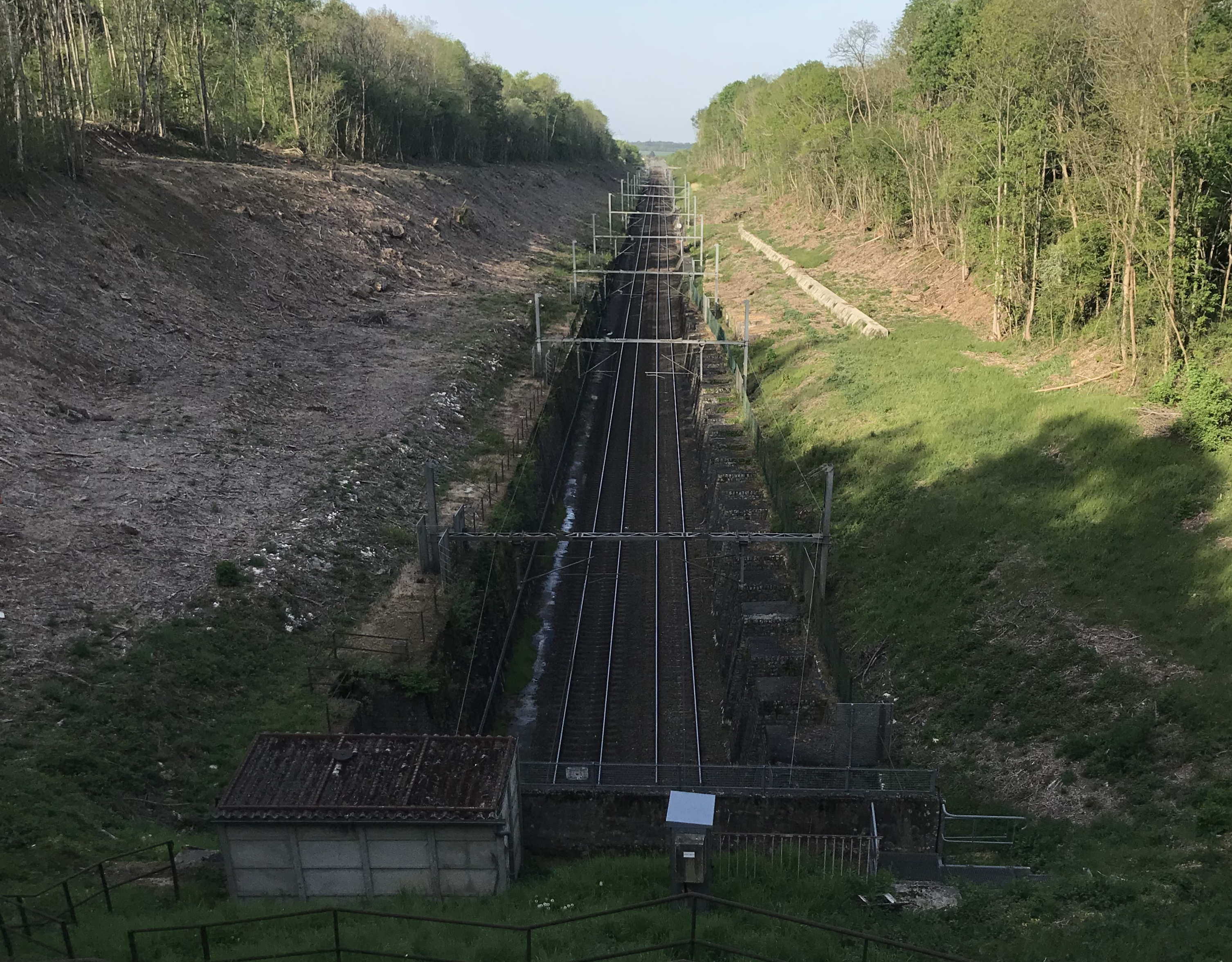
La tranchée sud-ouest.

Côté province, la sortie du tunnel se fait en tranchée sur une longueur de 350 m. Des murs en pierre de 3 m de haut soutiennent les talus. Ces murs subissent des mouvements transversaux de part et d'autre, jusqu'à déformer la voie. Une limitation temporaire de vitesse a été mise en place dans cette zone, et est toujours valable aujourd'hui,.